# Tuberculocythere
Tuberculocythere is een geslacht van kreeftachtigen uit de klasse van de Ostracoda (mosselkreeftjes).

## Soorten
- Tuberculocythere batrachoides Colalongo & Pasini, 1980 †
- Tuberculocythere infelix (Bonaduce, Ciampo & Masoli, 1976) Colalongo & Pasini, 1980
- Tuberculocythere quadrituberculata Colalongo & Pasini, 1980 †

Niet geaccepteerde soort:
- Tuberculocythere tetrapteron, synoniem van Parahemingnayella tetrapteron